# Kilian Elkinson
Kilian Elkinson (Hamilton, 2 april 1990) is een Bermudaans voetballer die speelt bij Toronto FC. De middenvelder kwam in 2008 voor het eerst uit voor het Bermudaans voetbalelftal.